# Stefan Schulz (Posaunist)
Stefan Schulz (* 30. Juni 1971 in Berlin) ist ein deutscher Bassposaunist und Professor für Posaune an der Universität der Künste Berlin. Seit 2004 bekleidet er am Institut für Künstlerische Ausbildung / Orchesterinstrumente und Dirigieren der Berliner Universität der Künste den Lehrstuhl für Posaune.
Von 1993 bis 2002 war er Bassposaunist in der Staatskapelle Berlin und erteilte Unterricht an der dortigen Orchesterakademie. Seit 2002 ist er Bassposaunist der Berliner Philharmoniker.
Stefan Schulz studierte bei Harald Winkler und Joachim Mittelacher in Berlin sowie bei Charles G. Vernon in Chicago. Von 2000 bis 2004 hatte er Lehraufträge an der Hochschule für Musik und Theater Hannover und an der Hochschule für Musik „Hanns Eisler“ Berlin.
Stefan Schulz musizierte als Solist mit namhaften Orchestern weltweit. Der engagierte Kammermusiker ist festes Mitglied im Blechbläserensemble der Berliner Philharmoniker. Gemeinsam mit den Posaunensolisten Joseph Alessi, Michel Bequet und Jorgen van Rijen gründete er das World Trombone Quartet. Mit diesem Ensemble ist auch die CD „just for fun“ bei dem Label ARCANTUS erschienen. Eine besondere künstlerische Freundschaft verbindet ihn mit dem Komponisten und Saxofonisten Daniel Schnyder, dessen Werke er teilweise ur- und erstaufgeführt sowie auf CD eingespielt hat. Seine Solo-CDs sind bei dem schwedischen Label BIS erschienen; die CD Haendel in Harlem mit Mark Feldman und Daniel Schnyder veröffentlichte das Jazzlabel ENJA-Records. Stefan Schulz spielt exklusiv auf Instrumenten der Firma Antoine Courtois.
In der Saison 2017/2018 war Stefan Schulz Artist in Residence der Augsburger Philharmoniker.

## Diskographische Hinweise
- World Trombone Quartet: Just for fun (2016, mit Joseph Alessi, Michel Becquet, Jörgen van Rijen)
- Copenhagen Recital (2014, mit Saori Tomidokoro)
- Haendel in Harlem (2014, mit Daniel Schnyder, Mark Feldman)
- Around the world (2011, mit Danieln Schnyder, Tomoko Sawano)
- Berlin Recital (2010, mit Tomoko Sawano, Aleksandar Ivic, Julian Sulzberger, Maria Schneider)